# Calverton (New York)
Pour les articles homonymes, voir Calverton.
Calverton est une agglomération (et un census-designated place ou CDP) dans le comté de Suffolk sur l'île de Long Island (État de New York). Sa population est de 6510 habitants (au recensement de 2010). 
Cette communauté est à la limite des villes de Riverhead et de Brookhaven.

## Histoire

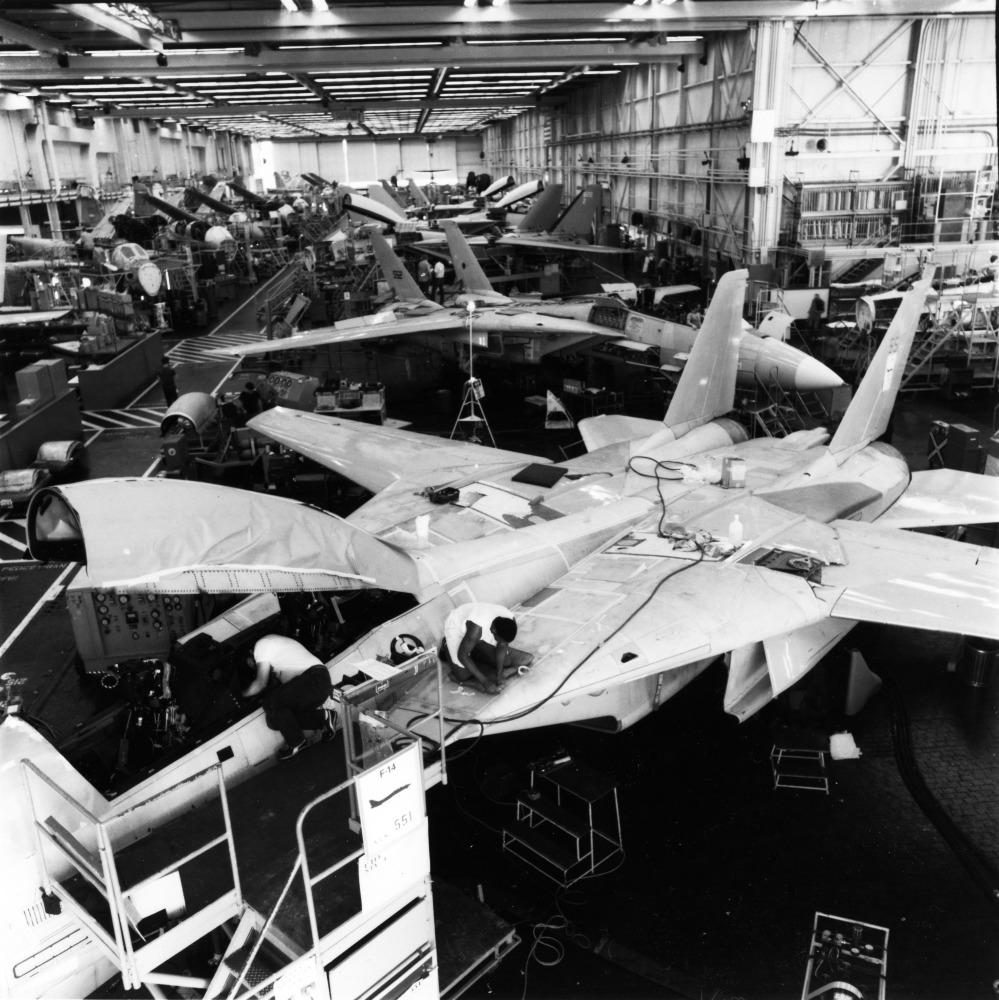
Ligne de production de F-14A au Naval Weapons Industrial Reserve Plant, Calverton en 1986.

Calverton fut d'abord connue comme la "Baiting Hollow Station" quand la Long Island Railroad, le chemin de fer, arriva en 1844. Le nom amérindien du lieu était Conungum ou Kanungum, ce qui signifiait "une ligne fixe" ou une "frontière". En 1868, un bureau de poste y fut ouvert et nommé d'après Bernard J. Calvert. Calverton resta une petite communauté fermière, spécialisée dans la culture de canneberges qui poussaient dans les zones marécageuses autour de la Peconic River jusqu'à l'achat des terrains par l'United States Navy en 1953. 
L'histoire de Calverton va alors être très liée à la Naval Weapons Industrial Reserve Plant, Calverton (en) (l'une des Naval Weapons Industrial Reserve Plant). L'US Navy acheta 24 km2 en 1956 autour de Calverton dont la maison du petit-fils de Frank Woolworth (le fondateur de la chaîne de magasins Woolworth) pour que le constructeur Grumman puisse tester et achever ses jets. Une piste de 3000 m fut construite et la plupart des Grumman F-14 Tomcat et E-2C Hawkeye passèrent par ces installations. 
En 1965, Nelson Rockefeller proposa d'utiliser la base pour y construire le quatrième grand aéroport de l'agglomération new yorkaise. Grumman et l'opposition locale firent que le projet n'aboutit pas.
En 1978 plus de 4 km² de la base furent utilisés pour créer le cimetière national de Calverton qui est le cimetière le plus vaste et le plus "actif" (en nombre d'enterrements journaliers) des cimetières nationaux américains.
En 1995 après que Northrop ait acquis Grumman, le nouveau Northrop Grumman quitta la base et la Navy commença à se débarrasser des terrains. 
En 1996, avant que la base ne soit rendue à la ville de Riverhead, elle fut utilisée pour rassembler les débris du Boeing 747 du vol TWA 800 qui s'était écrasé dans l'océan, environ 32 km au sud le 17 juillet 1996.
Riverhead continue à travailler pour développer l'aéroport. L'ancien Naval Weapons Industrial Reserve Plant est devenu le Calverton Executive Airpark (code IATA CTO) à la fin des années 1990. Une proposition a été faite pour y aménager une piste pour les courses automobiles de la NASCAR.

## Géographie
Selon le bureau de recensement américain, la CDP a une superficie totale de 73,9 km2.

## Source
- (en) Cet article est partiellement ou en totalité issu de l’article de Wikipédia en anglais intitulé « Calverton, New York » (voir la liste des auteurs).